# Classe Bhumibol Adulyadej
Le fregate leggere multiruolo  classe Bhumibol Adulyadej (in lingua thai: เรือ หลวง ภูมิพล อดุลย เดช ) sono 2 unità navali per la lotta antiaerea e ASW realizzate per la Kongthap Ruea Thai (in lingua thai: กองทัพเรือ, ราชนาวี, RTGS: Kongthap Ruea Thai, Ratcha Navy) dai Cantieri sudcoreani DSME Shipyard.

## Storia
Se non diversamente indicato, i dati sono tratti da "Rivista italiana difesa".
Verso la fine del 2010, nell’ambito del “Plan to Develop and Strengthen Thai Military Capabilities 2011-2020”, il Governo thailandese approvò la costruzione di una nuova classe di fregate leggere volte alla sostituzione delle Knox, dagli Americani e ormai obsolete. Il programma fu avviato nell’aprile del 2012 allorché vennero emesse le Request for Proposal per la realizzazione di 2 unità, richieste cui seguirono la proposta del cantiere cinese Hudong-Zhonghua Shipbuilding (già fornitore in precedenza di molte delle unità della Marina Thailandese), naturalmente la più economica (era basata sulle fregate Type 054 classe Jiangkai), quella della tedesca Thyssen-Krupp Marine Systems (con la MEKO 100 Delta), quella dell’americana Lockheed Martin (con la Littoral Combat Ship) e quella della sudcoreana DSME Shipyard di Okpo (con la DW 3000) che, nonostante non fosse tra quelle più a buon mercato, fu quella prescelta.
La prima unità, battezzata inizialmente come HTMS Tachin, fregata, fu ribattezzata HTMS Bhumibol Adulyadej (FFG-471), in onore del monarca thailandese a lungo in carica, morto nell'ottobre 2016. Questa venne impostata il 16 maggio 2016, varata il 23 gennaio 2017, consegnata il 14 dicembre 2018 e giunta alla base navale Sattahip della Marina Thailandese il 7 gennaio 2019.
La seconda unità, battezzata HTMS Prasae risultava, invece, in fase di costruzione al dicembre 2019 (ovviamente con l'assistenza del cantiere coreano DSME) presso il Mahidol Adulyadei Naval Dockyard, situato nella stessa base della Marina Thailandese.

## Descrizione tecnica
Se non diversamente indicato, i dati sono tratti da "Rivista italiana difesa".
Progettate tenendo conto dell’esperienza dell’industria cantieristica sudcoreana acquisita nella progettazione e realizzazione delle fregate leggere FFX-I e FFX-II destinate alla Marina Nazionale sudcoreana, le HTMS Bhumibol Adulyadej, sono caratterizzate da soluzioni costruttive piuttosto avanzate in fatto di bassa segnatura (stealth), da parte di apparati radar/elettro-ottici, nonché con ridotte emissioni di rumore subacqueo. Lunghe 122 m, larghe 14,4 m, esse hanno un dislocamento a pieno carico di 3.640 tonnellate e un equipaggio costituito da 136 tra ufficiali, sottufficiali e marinai.
La gestione della piattaforma viene effettuata tramite un IPMS (Integrated Platform Management System) della L3 Technologies, un IBS (Integrated Bridge System) della Sperry Marine e una Integrated Communitation Suite comprendente il sistema satellitare ELK-1891 dell'israeliana IAI Elta.

## Propulsione
Se non diversamente indicato, i dati sono tratti da "Rivista italiana difesa".
L'apparato motore, su due assi con eliche a passo variabile, in grado di consentire una velocità massima di 30 nodi, è del tipo CODAG (Combined Diesel and Gas) ed è costituito da 2 Diesel MTU 16V 1163 TB 83 da 5.920 kW (7940 HP) e da una turbina a gas General Electric LM2500. 
L'autonomia a 18 nodi è pari a 4.000 km.

## Elettronica di bordo
Se non diversamente indicato, i dati sono tratti da "Rivista italiana difesa".
Il radar tridimensionale (3D) a medio-lungo raggio, la cui antenna planare rotante è sistemata sulla sommità della sovrastruttura poppiera, è il Saab Sea Giraffe 4A funzionante in Banda S(E/F) con portata di circa 280 Km. Quello a medio raggio, la cui antenna planare rotante (protetta da una struttura a tronco di cono in materiale dielettrico) è installata sul torrione anteriore, è ancora un Saab Sea Giraffe, ma nella versione AMB in Banda C(G/H) con portata di 120 km e capacità anche di scoperta di superficie. I due radar nautici (di modello diverso), le cui antenne sono installate ovviamente sul torrione anteriore, sono della Wartsila.
L'apparato radar/elettro-ottico per la direzione del tiro, presente in due esemplari, è il Saab CEROS (CElsius tech Radar and Optronic Site) 200 funzionante in Banda Ku (15,5 - 17,5 GHz). Sulla sovrastruttura posteriore, sotto il CEROS 200, è inoltre installato un sistema elettro-ottico Saab EOS 500. 
Per quanto riguarda i sonar, invece, sono presenti due sistemi: uno sonar Atlas DSQS-24 montato a prua, ed un sonar array trainato ACTAS di Atlas Elektronik.

## Armamento
Se non diversamente indicato, i dati sono tratti da "Rivista italiana difesa".
Il sistema d’arma offensivo principale è costituito dal missile superficie-superficie Boeing RGM-84L Harpoon presente sulla nave in 8 esemplari sistemati in 2 complessi di lancio quadrupli ubicati a centro nave dietro 2 grandi portelloni (che una volta chiusi consentono di mantenere integra la superficie antiradar della sovrastruttura). La loro funzione, una volta aperti, è anche quella di consentire la messa in acqua del RHIB (Rigid Hull Inflatable Boat) delle unità operative speciali o comunque di normali natanti.
Il sistema difensivo principale è basato sul missile superficie-aria AA/antimissile Raytheon RIM-162 ESSM presente in 32 esemplari contenuti in 8 complessi quadrupli inseriti in un modulo di lancio verticale (VLS) Lockheed Martin Mk 41 sistemato a prua.
Per quanto concerne le armi convenzionali, la prima in ordine di importanza è la torre polivalente Leonardo da 76/62 mm, seguita dal sistema contaereo/antimissile (CIWS) Raytheon Mk 15 Phalanx 1B da 30 mm sistemato a poppa. Per la difesa ravvicinata nei confronti di attacchi effettuati con natanti d'assalto sono disponibili 2 complessi singoli a comando remoto MSI Defence System DS 30MR Mk-44 da 30 mm sistemati ai due lati della sovrastruttura di poppa cui si aggiungono 2 mitragliatrici Browning M2 HB da 12,7 mm a comando manuale.
La difesa antisommergibile è basata su 2 lanciasiluri trinati per siluri Mk 46 da 324 mm collocati sui due lati, nella zona centrale della nave, protetti da due portelloni di dimensioni leggermente minori di quelli già citati in precedenza. 
Le difese sono completate da 2 lancia decoy Terna SKWS DL-12T e da 4 lancia decoy Bae Systems Mk 53 Nulka.
La gestione del combattimento viene effettuata tramite il sistema (CMS) Saab 9LV Mk 4, integrato tramite il data-link nazionale Link-T al sistema di comando e controllo (C2) della Royal Thai Air Force.

## Unità
| Nome                    | Pennant number | Stato          | Cantiere navale                                        | Impostazione   | Varo            | Ingresso in servizio |
| ----------------------- | -------------- | -------------- | ------------------------------------------------------ | -------------- | --------------- | -------------------- |
| HTMS Bhumibol Adulyadej | FFG-471        | In servizio    | DSME Shipyard, Okpo, Corea del Sud                     | 16 maggio 2016 | 23 gennaio 2017 | 7 gennaio 2019       |
| HTMS Prasae             | FFG-472        | In costruzione | Mahidol Adulyadei Naval Dockyard, Sattahip, Thailandia | ?              | ?               | ?                    |